# 여순 전투
여순 전투(일본어: 旅順攻囲戦)는 청일 전쟁이 벌어지던 1894년 11월 21일 만주의 여순에서 청나라 군대와 일본 제국 육군 사이에 발발한 전투이다. 서양 자료에서는 종종 여순항 전투(Battle of Port Arthur)로 등장하기도 하는데, 이 이름은 오늘날에는 1904년 러일 전쟁의 개전이 된 전투를 가리킨다. 당시 일본군이 만주에서 치른 첫 전투로 단 하루만에 전략적 항구인 여순항을 함락시켰다.

## 배경
압록강 전투와 황해 해전에서 대패한 청군은 요동반도를 따라 여순(뤼순)으로 후퇴해 방어진과 강력한 포대를 강화해 난공불락의 요새를 거점으로 일본군을 방어하려고 시도했다. 일본군의 전략적 목적은 철통같이 방어를 하는 (이후 아서 항으로 서방에 알려지는) 전략적으로 중요한 여순 해군 기지를 포위하려고자 하는 의도였다. 이 해군 주둔지는 청나라 정부가 16년간 건설해 왔으며, 홍콩보다 시설이 우수하다고 여겨지고 있었다. 언덕진 지형과 강력한 포대로 보강되었으며, 널리 난공불락의 요새로 여겨지고 있다. 여순은 드라이 도크 시설을 가지고 있는 유일한 곳이었고, 북양함대의 전함을 수리할 수 있는 현대식 장비를 보유하고 있었다. 이곳을 함락한다는 것은 북양함대가 전투 중 입은 손실을 만회할 수 있는 능력을 빼앗을 수 있다는 말이기도 했다. 또한 보하이 만 입구에 자리잡고 있는 여순의 위치는 또한 베이징으로 접근하는 해로를 통제할 수 있음을 의미하기도 했다.

## 전투

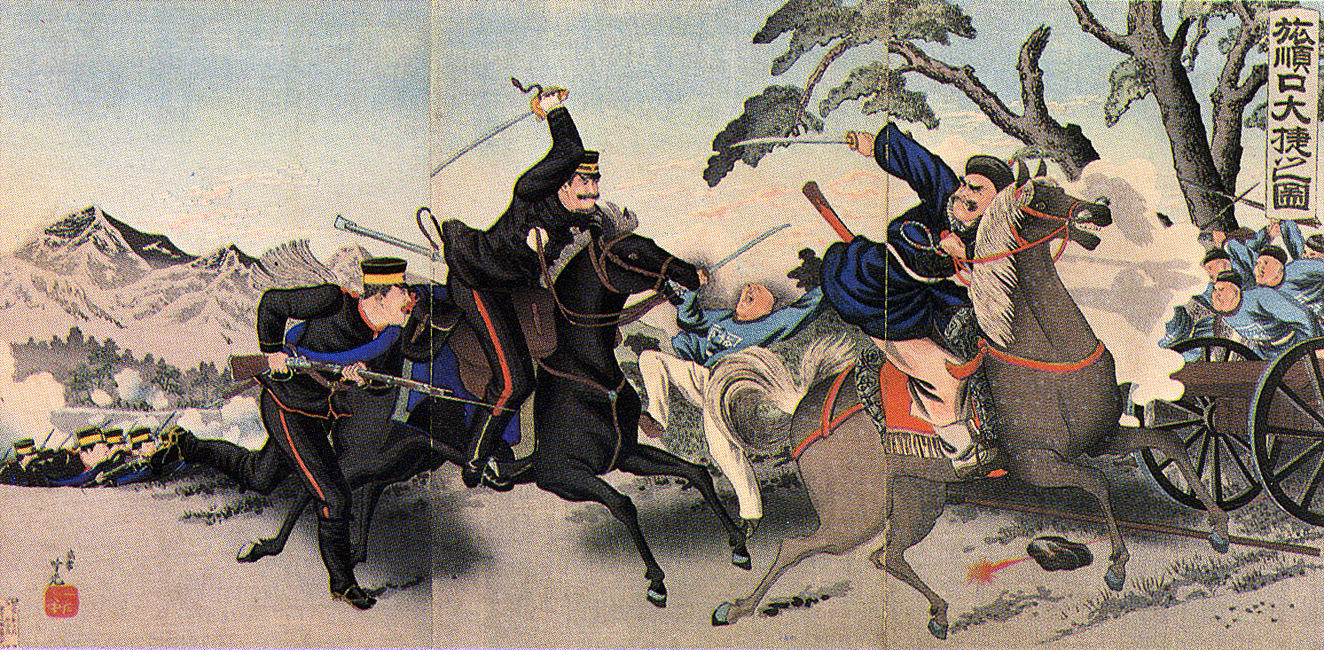
1894년 11월 아다치 긴코가 여순 전투를 묘사한 우키요에

오야마 이와오가 지휘하는 일본 제국 육군 제1군은 두 갈래로 나뉘었다. 한 부대는 청나라 만주족 선조들의 수도였던 심양을 위협하기 위한 시선끌기용 북진 부대와 나머지 한 부대는 요동반도에서 여순으로 남진하는 부대였다. 남작인 야마지 모토하루 중장과 노기 마레스케 장군이 이끄는 일본 제국 육군 제2군은 1894년 10월 24일에 피체우(오늘날의 랴오닝성 푸란뎬 시 피커우, 皮口)에 상륙했다. 1894년 11월 6일 노기군이 성벽으로 둘러 싼 진저우를 별다른 저항없이 접수를 했다. 요동반도는 진저우를 지나 폭이 2.5마일 밖에 되지 않기 때문에, 여순은 육지 쪽으로부터의 접근이 고립되었다.
다음 날 11월 7일, 노기는 대련의 항구 도시로 행군시켰고, 전날 밤 성을 지키던 병력들이 여순으로 후퇴를 했기 때문에 저항없이 입성했다. 손상되지 않는 도크 시설의 접수는 일본군의 보급선을 엄청나게 촉진시켰다. 청나라군은 너무 급하게 철수를 했기 때문에, 광산 개발 계획과 더불어 심지어는 여순 방어의 세부 사항까지 두고 도주를 했던 것이다. 여순의 수성자들에게는 설상가상으로, 북양함대는 톈진에 주둔하고 있는 이홍장으로부터 일본 제국 해군과 교전을 하지말고 웨이하이웨이에서 철수하라는 명령을 받았다. 그리하여 여순의 방어에 어떠한 역할도 할 수 없었다. 엎친데 덮친 격으로 뤼순에서 철수를 할 때 북양함대의 기함 진원이 웨이하이웨이 항구 입구의 암초에 부딪쳐 배를 올려야만 했다. 배를 수리할 수 있는 유일한 도크가 여순에 있었기 때문에, 전쟁 나머지 기간동안 사용불능이 되어 버렸다.
여순 외곽에서의 충돌은 1894년 11월 20일에 시작되었고, 약탈과 자산의 파괴로 끝나며 청나라군에게 절망을 안겨주었다. 대부분의 청나라 관리들은 항구에 남아 있던 두 척의 작은 배를 타고 병사들을 운명 앞에 내팽개쳐 두고 도주를 했다.
11월 21일 자정이 지나서 돌격이 시작되었다. 빗발같은 포화 속에, 일본군은 다음 날 정오까지 육상의 모든 중요한 방어 진지를 몰아쳤다. 해안 진지는 좀 더 오래 버텼지만, 오후 5시경에는 최후의 보루가 함락되었다. 11월 22일 밤 사이, 살아남은 청나라 수성군은 57구경 대형포와 그리고 163구경 소형포를 버리고, 남아있던 진지를 포기했다. 요새, 조병창 그리고 대규모로 공급된 석탄이 대체로 고스란히 일본군에 의해 접수되었다.
일본군은 시내에 진입하며 청나라 병들이 숨어 있는 주택에 사격을 가했다. 그러자 청나라 병사들은 현지인들과 잘 섞여 보일 수 있도록 민간인 복장을 했다. 일본군은 가택 검문으로 대응을 했고, 저항하는 성인 남성은 즉각 사살했다.
중국인 사상자수는 공식적으로는 4,000명으로 추정되고 있다. 일본군은 29명이 전사하고, 233명이 전상을 당했다.

## 여순 대학살
공략 자체는 문제 않았지만 이후의 점령을 하면서 큰 문제가 발생했다. 《타임즈》(1894년 11월 28일자)와 《뉴욕 월드》(1894년 12월 12일자)는 “여순 함락 다음 날부터 4일간 비전투원, 부녀, 유아 등을 일본군이 학살했다”고 보도했다. 학살의 유무와 학살된 인원에 대해서는 여러 설이 있지만, 실제로 직접 종군하여 견문한 아리가 나가오(有賀長雄)는 청나라 민간인과 연루가 있었음을 시사하고 있다. 현재 이 사건은 ‘여순 학살 사건’(The Port Arthur Massacre)로 알려져 있다. 이 사건은 외교적으로 큰 영향을 가져왔다. 당시는 미국과 일본은 불평등 조약 개정 협상 중이었으며, 이 사건으로 인해 일시적 미국 상원에 조약 개정은 시기상조라는 목소리가 커지고 중요한 외교 현안이 무산될 위기에 처했다. 무쓰 무네미쓰는 이 때문에 《뉴욕 월드》에 변명하지 않을 수 없는 처지에 빠졌다.

## 결과 및 영향
이 전투 과정에서 일본군에 의한 대학살이 일어났는데 1894년 11월 서양의 기자들에 의해 논란이 불거졌다. 이에 일본은 국가 위상 손상과 확산을 막기 위해 미국과의 불평등 조약 재교섭을 위해 노력했다.

## 참고자료
- Chamberlin, William Henry. Japan Over Asia, 1937, Little, Brown, and Company, Boston, 395 pp.
- Kodansha Japan An Illustrated Encyclopedia, 1993, Kodansha Press, Tokyo ISBN 4-06-205938-X
- Lone, Stewart. Japan's First Modern War: Army and Society in the Conflict with China, 1894-1895, 1994, St. Martin's Press, New York, 222 pp.
- Paine, S.C.M. The Sino-Japanese War of 1894-1895: Perception, Power, and Primacy, 2003, Cambridge University Press, Cambridge, MA, 412 pp. ISBN 0-521-61745-6
- Warner, Dennis and Peggy. The Tide At Sunrise, 1974, Charterhouse, New York, 659 pp.